# Trichodesma ehrenbergii
Trichodesma ehrenbergii är en strävbladig växtart som beskrevs av Georg August Schweinfurth och Pierre Edmond Boissier. Trichodesma ehrenbergii ingår i släktet Trichodesma och familjen strävbladiga växter. Inga underarter finns listade i Catalogue of Life.